# Двери в песке
«Двери в песке» (англ. Doorways in the Sand) — фантастический роман американского писателя Роджера Желязны, впервые опубликованный в 1976 году. Желязны посвятил роман писателю-фантасту Айзеку Азимову.

## Сюжет
Фред Кэссиди (Fred Cassidy), вечный студент и любитель залезать на крыши, обнаруживает, что за ним охотятся бандиты и федеральные агенты. Он узнаёт, что бесценный Звёздный Камень, подаренный землянам пришельцами, исчез, и он, похоже, последний, кто его видел. Он решает провести своё расследование. При этом ему помогают друзья и весьма странные интергалактические полицейские.
Роман начинается со сцены, где Фред оказывается на крыше колледжа, в котором он обучается. Затем он встречает своего куратора Денниса Вексворта (Dennis Wexworth), который просто горит желанием, чтобы Фред окончил колледж, чего Фред не хочет. После встречи с Деннисом, Фред направляется в свою комнату, где он сталкивается с Полом Байлером, профессором геологии, сделавшим копии Звёздного Камня. Он требует у Фреда вернуть Звёздный Камень, потому что думает, что тот его украл. Между ними завязывается драка, после которой Фред объясняет, что он не брал Камня. Позднее Фред видит в новостях по телевизору, что на Пола Байлера было совершено разбойное нападение, в результате которого он был убит.
Затем Фред отправляется на археологические раскопки в Австралию, где на него нападают двое мужчин, которых зовут Зимайстер (Zeemeister) и Баклер (Buckler). Фреда спасают два пришельца, переодетые в вомбата и кенгуру. Их зовут Чарв (Charv) и Рагма (Ragma). Они предлагают Фреду отправиться к ним на планету, чтобы они могли извлечь из его мозга информацию о Звёздном Камне. Фред категорически против. Он говорит им, что они нарушают статью 7224, раздел С. Пришельцы удивлены: откуда он знает о ней? — но всё же отпускают его. После этого Фред отправляется к своему другу Хэлу (Hal). Вместе они обсуждают сложившуюся ситуацию и то, как с этим может быть связан Звёздный Камень.
Во сне с Фредом связывается мистический голос, утверждающий, что является записью. Он просит его протестировать инверсионную программу машины Ренниуса (Rhennius Machine), дара пришельцев человечеству, а затем напиться. Фред пропускает пенни через машину Ренниуса и замечает, что она подверглась зеркальному отображению. По пути в бар, чтобы напиться, он встречает человека, известного ему как доктор Мерими (Mérimée), который говорит, что Фреда, возможно, преследуют. После этого Фред напивается и голос вновь связывается с ним, в этот раз прося его самому пройти сквозь машину. Фред так и делает и замечает, что начал видеть всё в зеркальном отображении. Позднее он обнаруживает, что некоторые его органы тоже отобразились. Голос сообщает ему, что Звёздный Камень —  это разумный и обладающий телепатией компьютер Спейкус (SPEICUS), выглядящий как кристалл и для функционирования нуждающийся в симбионте. Каким-то образом Спейкус проник в кровеносную систему Фреда через порез, начал активацию и сейчас посредством этого голоса пытается с ним разговаривать. Прохождение через машину Ренниуса перевело компьютер в состояние полной функциональности, но изменения в организме Фреда препятствуют их коммуникации.
Фред встречает ещё одного пришельца, который оказывается другом Чарва и Рагмы. Затем Фред с ужасом узнаёт, что Деннис Вексворт позаботился о том, чтобы присвоить ему степень доктора философских наук в области антропологии. Фред вновь встречается с Хэлом и узнаёт, что жена Хэла была похищена Зимайстером и Баклером. Прихватив с собой копию Звёздного Камня, Фред и Хэл отправляются вызволять похищенную, но похитители разгадывают обман и развязывается драка, в которой Фреда ранит шальной пулей. Пуля проходит мимо его сердца, потому что оно, как и другие органы Фреда, зеркально отобразилось. Затем Тед Надлер, Пол Байлер, который вопреки сообщению в новостях оказывается в живых, Чарв, Рагма и растениеподобный инопланетный телепат М’мрм’млрр (M’mrm’mlrr) пытаются преобразовать Фреда в обратную сторону, но на них вновь нападают Зимайстер и Баклер. Когда обоих схватывают, Фред внезапно понимает, что их босс находится на крыше. Фред поднимается туда и сталкивается с мистическим инопланетным созданием, которого убивает в бою. По указанию Спейкуса Фред получает свой диплом по антропологии и устраивается на работу в ООН в качестве межгалактического уполномоченного по культуре. В итоге оба оказываются в выигрыше. Спейкус завершает свой сравнительный анализ в области социологии, ведь Фред с его познаниями в антропологии и других науках — идеальный хозяин для него. Для Фреда же, хотя колледж уже окончен, только начинается настоящее образование.

## Стиль произведения
Роман написан немного необычным языком. Роман держит читателя в постоянном напряжении, так как сначала каждая его глава вводит читателя в самую гущу событий, затем автор возвращается к окончанию предыдущей главы и начинает всё сначала. Такой стиль повествования не характерен для фантастического романа, и этот факт держит книгу особняком среди множества подобных. Например, когда в конце шестой главы Фред Кэссиди телепатически общается с пришельцем в обличии осла, глава оканчивается тем, что Фред покидает пришельца-осла. Седьмая же глава начинается не с момента, когда он расстаётся с пришельцем, а с его возвращения в колледж, когда он узнаёт, что его последний куратор Деннис Вексворт присвоил ему так нежеланную им научную степень. После того, как он покидает офис Денниса, автор вновь возвращает нас к сцене с пришельцем, подготавливая тем самым к предстоящей встрече с куратором. В своих произведениях Желязны часто экспериментировал с различными стилями, что придавало им успех у публики.

## Награды и номинации
- Номинация на премию «Небьюла» в 1975 году (как лучший роман).
- Номинация на премию Хьюго в 1976 году (как лучший роман).